# منير الريس
منير الريّس (1912- 1992 م) صحفي وباحث سوري من مدينة حماة، وهو زوج الكاتبة ثريا الحافظ، وابن عم نجيب رياض الريس صاحب دار النشر المعروفة. أصدر جريدة بردى الدمشقية من عام 1945 وحتى سنة 1958.

## البداية
ولد منير الريّس في حماة وتلقى علومه في جامعة دمشق. بدأ الكتابة لصحيفة الأيام (دمشق) لصاحبها نصوح بابيل، ومن زملائه فيها الأستاذ أحمد قدامة، والحياة (بيروت). عارض منير الانتداب الفرنسي على سوريا ولبنان المفروض عام 1920، وترك في عام 1925 وظيفته لينضم إلى سلطان باشا الأطرش في الثورة السورية الكبرى. نهاية الثورة عام 1927 عاد الريس إلى دمشق ليعمل كاتبًا في صحيفة الحياة، وفي أغسطس 1933 أصبح عضوًا مؤسسًا عصبة العمل القومي التي هدفت لإزالة التأثير السياسي الأجنبي في المنطقة. مع تلاشي العصبة عام 1935 انتقل إلى فلسطين 1936-1938 لينضم إلى الحاج أمين الحسيني في الثورة العربية في 1936-1939. عَمل موظفاً حكومياً وكان مدير الشعبة السياسية في شرطة دمشق ثم مذيعاً في إذاعة دمشق، كما راسل العديد من الصحف العربية أبرزها جريدة النهار اللبنانية. شارك في الثورة السورية الكبرى سنة 1925 وفي ثورة الحاج محمد أمين الحسيني في فلسطين عام 1936، فحُكم عليه بالإعدام، فهرب إلى ألمانيا طوال سنوات الحرب العالمية الثانية وأقام في مدينة برلين.

## العمل الصحفي
عاد منير الريّس بعدها إلى دمشق وتشارك مع الصحفي جورج فارس في إصدار صحيفة يومية سياسية أطلق عليها اسم جريدة بردى، صدر العدد الأول منها يوم 23 كانون الأول 1945. توقفت الجريدة مع انقلاب حسني الزعيم في آذار 1949 ولكن الريّس قام بتأسيس جريدة يومية جديدة أطلق عليها اسم «الانقلاب» كانت بمثابة الناطق الرسمي باسم حسني الزعيم وعهده، صدر العدد الأول منها في 23 أيار 1949.لم تستمر جريدة الانقلاب طويلاً وأغلقت مع القضاء على حكم حسني الزعيم ومقتله في 14 آب 1949. عاود الريّس إصدار جريدة بردى حتى قامت الوحدة مع مصر، حيث توقفت نهائياً سنة 1958، بالرغم من دعمه للرئيس جمال عبد الناصر وكون زوجته المُدرسة ثريا الحافظ من أشد المعجبين والداعمين للرئيس المصري.
تضمنت صحافته الحملات من أجل تحرير المرأة (بما في ذلك منح زوجته ثريا الحافظ منبرًا؛ كما شجعها على الترشح للانتخابات عام 1953). في 25 آب 1952 اندمجت بردى مع جريدة دمشق اليومية المنار الجديد بأمر من الرئيس السوري أديب الشيشكلي. أصبح بشير العوف صاحب المنار الجديد، رئيس تحرير الصحيفة الجديدة، والريس مديرها، حتى عام 1954 تم تقسيم الأوراق مرة أخرى. شهد عام 1954 بالنسبة للريس أيضًا تجربة لم تدم طويلاً في إدارة شركة مساهمة لطباعة الصحف السورية الأربع الرئيسية، القبس والأيام وألف باء والشام. دعم الريس الحركات القومية العربية في الخمسينيات من القرن الماضي وجمال عبد الناصر في مصر أثناء الجمهورية العربية المتحدة وبعدها. أيد الريس الانقلاب السوري عام 1963، وقام حزب البعث بإغلاق بردى.
وقد انصرف منير الريّس من بعدها إلى كتابة مؤلفه الشهير «الثورة السورية الكبرى - الكتاب الذهبي للثورات الوطنية في المشرق العربي 1967م» الذي صدر بثلاثة أجزاء في بيروت خلال السنوات 1967-1977. يقول منير الريس في مقدمة كتابه أن ما دفعه لكتابته هو قيام أحد تُجار الكُتب بكتابة كتاب عن الثورة السورية الكبرى بناء على توجيه من مسؤول نافذ في دمشق دفع له مبلغًا كبيرًا من المال للزجِّ بأسماء عملاء معروفين للانتداب الفرنسي وتحويلهم إلى مجاهدين داعمين لثورة الشمال التي قام بها إبراهيم هنانو، ويخصُّ بالذكر قريبًا لهذا المسؤول كان في حلب وحُوِّل في هذا الكتاب الذي لم يسمِّه الريس من عميل فرنسي إلى بطل مجاهد، وأن هذا الفعل قام به عددٌ كبير ممَّن لا علاقةَ لهم بالثورات النضالية على الانتداب الفرنسي، وأنهم دفعوا أموالًا لهذا الكاتب ليقول ما قاله.
ولذلك قرر الريس الذي عايش واشترك بمعظم هذه الثورات أن يكتب الحقائق كما هي تصحيحًا لمن يحاول تحريف تاريخ النضال السوري.
في هذا الكتاب النادر يكتب الأستاذ منير الريس مذكراته ويبدأ فيها بذكرياته عن طفولته التي عاصر فيها زمن السلطان عبد الحميد ثم زمن جماعة الاتحاد والترقي  وشهد اعدام شهداء السادس من أيار، وأحداث الحرب العالمية الأولى وعاصر وهو فتى يافع أحداث الثورة العربية الكبرى 1916م ودخول فيصل ابن الحسين لسوريا برعاية القوات البريطانية، وعن بدء الانتداب الفرنسي.
وكتب مطولا عن سياسة الفرنسيين للتفرقة بين أطياف المجتمع السوري بصفته كان قد تعين موظفا حكوميا في تلك الفترة في منطقة جسر الشغور فعايش عن قرب أحداث ثورة الشمال بقيادة هنانو ويروي الريس في مذكراته قصة مغايرة عن المعروف بخصوص طريقة هروب هنانو عبر البادية باتجاه الأردن وعن الثورات التي شارك فيها بمواجهة الانتداب الفرنسي وخاصة الثورة السورية الكبرى التي نشبت عام 1925م بزعامة سلطان باشا الأطرش وعن ثورة حماة التي انضمت لها ودور القاوقجي فيها، وثورة الغوطة أيضا وقصف الفرنسيين لدمشق وعن ثورة فلسطين عام 1936 وثورة رشيد عالي الكيلاني في العراق عام 1941 وجميع هذه الثورات اشترك فيها الريس وعاش أحداثها بالتفصيل.